# Obie Trice

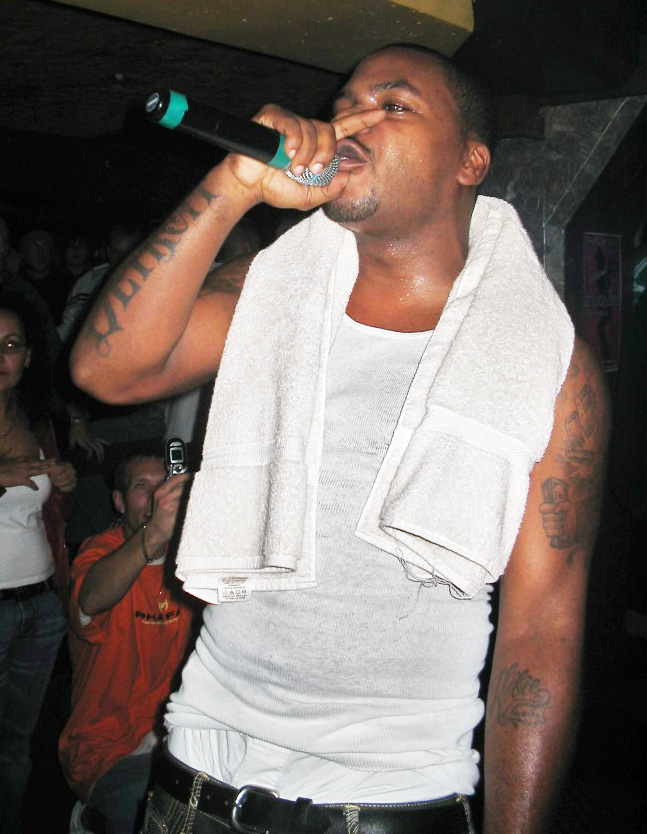
Obie Trice (2006)

Obie Trice III (* 14. November 1977 in Detroit, Michigan) ist ein US-amerikanischer Rapper.

## Leben und Karriere
Obie Trice wurde von seiner alleinerziehenden Mutter Eleanor Trice großgezogen. Mit elf Jahren begann er zu rappen, als er eine Karaoke-Maschine geschenkt bekam. Er hatte schon mehrere Underground-Hits wie Respect, My Club, Dope Jobs Homeless oder The Well Known Asshole, bevor er 2000 bei Shady Records unterschrieb.
Als ein Freund von Bizarre, einem Mitglied der Rapgruppe D12, machte er persönliche Bekanntschaft mit Eminem. Diesem gefiel Obies Stil und so überließ er ihm die Eröffnung seines Liedes Without Me auf dem Album The Eminem Show („Obie Trice: Real name, no gimmicks“) und die erste Strophe seines Liedes „Drips“. Die Zeile „Real name, no gimmicks“ wurde zu seinem Slogan (auch der Song Oh! feat. Busta Rhymes fängt mit diesem Satz an). Obie übernahm diesen von seinem Freund und Detroiter Rapper Proof: Zuvor, als Obie Trice (bekannt unter dem Namen „Obie 1“) sich bereits als Battle-Rapper in Detroit einen Namen machen konnte, nahm er an den lokal bekannten Battles im „Hip-Hop Shop“ teil, die von Proof gehostet wurden. Als dieser den jungen Rapper auf der Bühne der Menge vorstellen wollte und er seinen Namen „Obie 1“ nannte, soll Proof ihn eine Weile angesehen und dann gesagt haben: „Tell me your name. Your real name, no gimmicks.“ Das war schließlich ausschlaggebend für Obie und er nutzte nun seinen richtigen, offiziellen Namen weiterhin als Rap-Name.
Auftritte auf dem offiziellen Shady-Records-Mixtape Invasion von DJ Green Lantern erlaubten Obie seinen Bekanntheitsgrad weiter zu steigern. Kurz vor dem Erscheinen des ersten Invasion-Mixtapes wurde Obie in einen Beef zwischen Eminem und Benzino verwickelt, nachdem Benzino ihn in einem Lied, gerichtet an Eminem und Shady Records, mit der Zeile „Obie Trice / You's a buster“ disste. Als Antwort brachte Obie den Song Welcome to Detroit City auf dem ersten Invasion-Mixtape. Er beteiligte sich auch in dem stark publizierten Beef zwischen 50 Cent und Ja Rule, bekam jedoch nie eine Antwort von Ja Rule.
Sein Debüt-Album Cheers mit seiner ersten Single Got Some Teeth kam am 22. September 2003 heraus. Weitere Singles auf dieser CD sind Don't Come Down und The Set Up. Im ganzen besteht das Album aus 17 Musikstücken von den Produzenten Eminem, Dr. Dre, Timbaland, Mike Elizondo, Emile, Fredwreck und Denaun Porter. Das Album wurde von der RIAA mit Gold ausgezeichnet.
In der Nacht vom 30. Dezember auf den 31. Dezember 2005 war Obie Trice auf einem Highway in seiner Heimatstadt Detroit mit dem Auto unterwegs, als aus einem anderen Fahrzeug heraus zweimal auf ihn geschossen wurde. Eine Kugel drang in seinen Hinterkopf ein. Er konnte den Wagen zur nächsten Ausfahrt steuern. Seine mit im Auto sitzende Freundin hielt ein Polizeiauto an. Trice wurde im Krankenhaus behandelt und wenige Stunden nach dem Vorfall wieder entlassen, ohne dass das Projektil entfernt werden konnte, da die Entfernung lebensgefährlich wäre.
2005 begann er an seinem zweiten Album Second Round’s on Me zu arbeiten, dessen Erscheinungstermin ursprünglich für Dezember 2005 angesetzt war. Die Produktion verzögerte sich jedoch immer wieder und so wurde das Album erst Mitte 2006 veröffentlicht. Das Album wurde erneut von Shady Records herausgegeben und weist einige Gastauftritte von Rappern der Detroit-Rap-Szene auf. Obie Trice verließ Shady Records am 30. Juni 2008.
Am 3. April 2012 erschien schließlich sein drittes Studioalbum Bottoms Up über sein eigenes Independent-Label Black Market Entertainment. Das Album erreichte lediglich Platz 130 der US-Charts und konnte nicht mehr an die kommerziellen Erfolge der ersten beiden Tonträger anknüpfen. Obie Trices viertes Soloalbum The Hangover wurde am 7. August 2015 veröffentlicht.

## Diskografie

### Studioalben
| Jahr | Titel                | Höchstplatzierung, Gesamtwochen, AuszeichnungChartplatzierungen (Jahr, Titel, Platzierungen, Wochen, Auszeichnungen, Anmerkungen) | Höchstplatzierung, Gesamtwochen, AuszeichnungChartplatzierungen (Jahr, Titel, Platzierungen, Wochen, Auszeichnungen, Anmerkungen) | Höchstplatzierung, Gesamtwochen, AuszeichnungChartplatzierungen (Jahr, Titel, Platzierungen, Wochen, Auszeichnungen, Anmerkungen) | Höchstplatzierung, Gesamtwochen, AuszeichnungChartplatzierungen (Jahr, Titel, Platzierungen, Wochen, Auszeichnungen, Anmerkungen) | Anmerkungen                              |
| Jahr | Titel                | DE | CH | UK | US | Anmerkungen                              |
| ---- | -------------------- | --- | --- | --- | --- | ---------------------------------------- |
| 2003 | Cheers               | DE63 (3 Wo.)DE | CH36 (6 Wo.)CH | UK11 Gold · (8 Wo.)UK | US5 Gold · (22 Wo.)US | Erstveröffentlichung: 23. September 2003 |
| 2006 | Second Round’s on Me | — | CH31 (3 Wo.)CH | UK46 (2 Wo.)UK | US8 (8 Wo.)US | Erstveröffentlichung: 15. August 2006    |
| 2012 | Bottoms Up           | — | — | — | US130 (1 Wo.)US | Erstveröffentlichung: 3. April 2012      |
| 2015 | The Hangover         | — | — | — | — | Erstveröffentlichung: 7. August 2015     |
| 2019 | The Fifth            | — | — | — | — | Erstveröffentlichung: 23. August 2019    |

### Kompilationen
- 2009: Special Reserve

### Singles
| Jahr | Titel Album                        | Höchstplatzierung, Gesamtwochen, AuszeichnungChartplatzierungen (Jahr, Titel, Album, Platzierungen, Wochen, Auszeichnungen, Anmerkungen) | Höchstplatzierung, Gesamtwochen, AuszeichnungChartplatzierungen (Jahr, Titel, Album, Platzierungen, Wochen, Auszeichnungen, Anmerkungen) | Höchstplatzierung, Gesamtwochen, AuszeichnungChartplatzierungen (Jahr, Titel, Album, Platzierungen, Wochen, Auszeichnungen, Anmerkungen) | Anmerkungen                                           |
| Jahr | Titel Album                        | CH | UK | US | Anmerkungen                                           |
| ---- | ---------------------------------- | --- | --- | --- | ----------------------------------------------------- |
| 2003 | Got Some Teeth Cheers              | — | UK8 (17 Wo.)UK | US54 (11 Wo.)US | Erstveröffentlichung: 12. August 2003                 |
| 2004 | The Set Up (You Don’t Know) Cheers | CH53 (9 Wo.)CH | UK32 (5 Wo.)UK | US73 (4 Wo.)US | Erstveröffentlichung: 13. Januar 2004 feat. Nate Dogg |
| 2006 | Snitch Second Round’s on Me        | — | UK44 (3 Wo.)UK | — | Erstveröffentlichung: 26. März 2006 feat. Akon        |

Weitere Singles
- 2002: Rap Name
- 2004: Don’t Come Down
- 2005: Wanna Know
- 2006: Cry Now
- 2006: Jamaican Girl (feat. Brick & Lace)
- 2009: Got Hungry
- 2011: Battle Cry (feat. Adrian Rezza)
- 2012: Spend the Day (feat. Drey Skonie)
- 2012: Spill My Drink
- 2013: Bang
- 2016: Ass (feat. Magnedo7)
- 2019: 92

### Auszeichnungen für Musikverkäufe
Anmerkung: Auszeichnungen in Ländern aus den Charttabellen bzw. Chartboxen sind in ebendiesen zu finden.
| Land/RegionAuszeichnungen für Musikverkäufe (Land/Region, Auszeichnungen, Verkäufe, Quellen) | Gold     | Platin | Verkäufe | Quellen   |
| -------------------------------------------------------------------------------------------- | -------- | ------ | -------- | --------- |
| Vereinigte Staaten (RIAA)                                                                    | Gold1    | —      | 500.000  | riaa.com  |
| Vereinigtes Königreich (BPI)                                                                 | Gold1    | —      | 100.000  | bpi.co.uk |
| Insgesamt                                                                                    | 2× Gold2 | —      |          |           |